# Кобб, Алекс
Александер Миллер Кобб (англ. Alexander Miller Cobb; 7 октября 1987, Бостон, Массачусетс) — американский бейсболист, питчер клуба Главной лиги бейсбола «Сан-Франциско Джайентс».

## Карьера
Алекс Кобб родился в 1987 году в Бостоне. Вырос он в Виро-Бич во Флориде, куда переехал с семьёй в возрасте двух лет. С детства он был болельщиком «Бостон Ред Сокс», своим любимым игроком называл Номара Гарсиапарру. Во время учёбы в старшей школе Кобб кроме бейсбола играл в американский футбол, был квотербеком школьной команды. В 2013 году школа Виро-Бич вывела из обращения номер 12, под который он выступал. После окончания учебного заведения Кобб планировал поступать в Клемсонский университет, предложивший ему спортивную стипендию.
На драфте Главной лиги бейсбола 2006 года он был выбран клубом «Тампа-Бэй Рейс» и вместо продолжения учёбы решил подписать профессиональный контракт. В Главной лиге бейсбола Кобб дебютировал в 2011 году, сыграв за «Рейс» в девяти играх. В августе он был внесён в список травмированных из-за болевых ощущений в руке и перенёс операцию, из-за которой пропустил оставшуюся часть сезона. Вернулся в состав он в сезоне 2012 года. Двадцать третьего августа он провёл первую полную игру в карьере.
Пятнадцатого июня 2013 года в матче с «Канзас-Сити Роялс» мяч, отбитый Эриком Хосмером, попал Коббу в голову. Обследование в больнице показало, что он получил сотрясение мозга, но избежал более серьёзных травм. На поле он вернулся через два месяца, 15 августа в выездной игре с «Сиэтл Маринерс». Позднее Кобб участвовал в разработке новых дополнительных средств защиты головы для питчеров, которые были одобрены Главной лигой бейсбола в 2014 году.
В апреле 2015 года клуб внёс Кобба в список травмированных с тендинитом. В мае ему диагностировали частичный разрыв коллатеральной связки локтя и подтвердили необходимость проведения операции Томми Джона. Из-за этого он полностью пропустил сезон 2015 года. На поле он появился только в конце августа 2016 года.
В 2017 году Кобб провёл за «Тампу» 29 игр в качестве стартового питчера, одержав в них двенадцать побед с пропускаемостью ERA 3,66. После окончания сезона он получил статус свободного агента. В марте 2018 года Кобб согласовал четырёхлетний контракт с клубом «Балтимор Ориолс».
Первая часть чемпионата в 2018 году сложилось для него неудачно. К середине августа у него было всего три победы при пятнадцати поражениях, а пропускаемость ERA составляла 5,31. Несмотря на плохие показатели, после перерыва на Матч всех звёзд Кобб являлся одним из лучших питчеров команды, в шести играх июля и августа пропуская всего по 2,17 рана за игру. После ухода из команды Кевина Госмана, а также нестабильного выступления Эндрю Кэшнера и Дилана Банди, Кобб остался одним из ведущих питчеров «Ориолс» перед перестройкой команды, начавшейся после завершения сезона. В июне 2019 года он был внесён в 60-дневный список травмированных из-за необходимости операции на бедре. Сезон для него завершился досрочно. В первые два года действующего контракт с клубом он провёл в стартовом составе только 31 матч. В регулярном чемпионате 2020 года он сыграл за «Ориолс» в десяти матчах с показателем пропускаемости 4,30. В феврале 2021 года Кобб был обменян в «Лос-Анджелес Энджелс» на игрока фарм-системы Джамая Джонса. В новой команде питчер воссоединился с главным тренером Джо Мэддоном, под руководством которого он ранее играл в «Тампе».
В составе «Энджелс» в 2021 году Кобб сыграл в восемнадцати матчах, пропустив часть регулярного чемпионата из-за воспаления запястья. За сезон он одержал восемь побед при трёх поражениях с пропускаемостью 3,76. Основными в его арсенале стали медленные подачи, которые он использовал более чем в 95 % случаев — синкер, сплиттер и кервбол. После окончания чемпионата Кобб получил статус свободного агента и подписал двухлетний контракт на сумму 20 млн долларов с «Сан-Франциско Джайентс».